# Organschaftliche Vertretung
Als organschaftliche Vertretung wird im Gesellschaftsrecht die Stellvertretung juristischer Personen durch ihre Organe bezeichnet.

## Allgemeines
Organschaftliche Vertretung weist darauf hin, dass eine juristische Person nach außen nur durch ihre Organe vertreten werden kann. Diese wiederum setzen sich aus natürlichen Personen, den Organwaltern, zusammen, die die Vertretung wahrnehmen. Es lassen sich im Recht mehrere Arten der Vertretung unterscheiden: gesetzliche Vertretung (elterliche Sorge gemäß §§ 1626, § 1629 BGB; Vormund gemäß § 1793 BGB; Betreuer gemäß § 1902 BGB; Schlüsselgewalt von Ehegatten gemäß § 1357 BGB), gesellschaftsrechtlich für Personengesellschaften (GbR: § 714 BGB; OHG: § 125 f. HGB; KG: § 161 Abs. 2 HGB; Partnerschaft: § 7 Abs. 3 PartGG), organschaftlich für juristische Personen (Geschäftsführer der GmbH: § 35 GmbHG; Aktiengesellschaft: § 78 AktG; Genossenschaft: § 24 Abs. 1 GenG; EWIV: Art. 20 EWIV-VO) sowie die rechtsgeschäftliche Vertretung (Vollmacht gemäß § 166 Abs. 2 BGB).

## Rechtsfolgen
Organschaftliche Vertretung ist stets gesetzliche Vertretung, nicht jedoch Vollmacht. Durch ihre organschaftlichen Vertreter kann eine juristische Person handeln und im Rechtsverkehr auftreten. Nicht natürliche Personen sind insbesondere juristische Personen (z. B. eingetragener Verein, Aktiengesellschaft, dort jeweils der Vorstand nach § 26 BGB oder § 78 AktG), aber auch teilrechtsfähige Personenvereinigungen (z. B. Offene Handelsgesellschaft).